# Persone di nome Angelo/Pittori
| Questa pagina contiene informazioni ricavate automaticamente dalle voci biografiche con l'ausilio del template Bio e di un bot. L'aggiornamento è periodico e automatico e ricostruisce completamente la pagina. Se manca una persona in questa lista, sei pregato di non aggiungerla, ma accertati piuttosto che la sua voce biografica contenga il template Bio e che i dati anagrafici siano correttamente compilati. Se il template Bio manca, inseriscilo tu stesso o, in alternativa, metti l'avviso {{tmp\|Bio}} che ne segnala la mancanza. Se i dati riportati sono sbagliati, correggi direttamente la voce biografica; le modifiche saranno visibili in questa lista entro pochi giorni. Per chiarimenti vedi il progetto antroponimi. La lista contiene solo le 73 persone che sono citate nell'enciclopedia e per le quali è stato implementato correttamente il template Bio. Pagina aggiornata al 6 ago 2025. |

Questa è una lista di persone presenti nell'enciclopedia che hanno il nome Angelo e sono pittori.

## A(3)
- Angelo Achini, pittore italiano (Milano, n. 1850 - Milano, † 1930)
- Angelo di Lorentino, pittore italiano (Arezzo - Arezzo, † 1527)
- Angiolillo Arcuccio, pittore e miniatore italiano (Napoli - Napoli, † 1492)

## B(8)
- Angelo Bacchetta, pittore italiano (Crema, n. 1841 - Crema, † 1920)
- Angelo Banchero, pittore italiano (Sestri Ponente, n. 1744 - Roma, † 1794)
- Angelo Barabino, pittore italiano (Tortona, n. 1883 - Milano, † 1950)
- Angelo Baschenis, pittore italiano
- Angelo Bonfanti, pittore italiano (Bergamo, n. 1917 - Bergamo, † 2001)
- Angelo Bottigelli, pittore, incisore e poeta italiano (Busto Arsizio, n. 1897 - Busto Arsizio, † 1989)
- Angelo Brando, pittore italiano (Maratea, n. 1878 - Napoli, † 1955)
- Angelo Stefano Brusco, pittore italiano (Savona, n. 1745 - Noli, † 1831)

## C(12)
- Angelo Cagnone, pittore italiano (Carcare, n. 1941)
- Angelo Canevari, pittore, illustratore e scenografo italiano (Viterbo, n. 1901 - Roma, † 1955)
- Angelo Caramel, pittore italiano (Fagarè della Battaglia, n. 1924 - Venezia, † 1970)
- Angelo Caroselli, pittore italiano (Roma, n. 1585 - Roma, † 1652)
- Angelo Ceroni, pittore italiano (Albino, n. 1816 - Albino)
- Angelo Cesselon, pittore italiano (Settimo di Cinto Caomaggiore, n. 1922 - Velletri, † 1992)
- Angelo Comolli, pittore, decoratore e docente italiano (Milano, n. 1863 - Morimondo, † 1949)
- Angelo Maria Costa, pittore italiano (Palermo)
- Angelo Costa, pittore italiano (Genova, n. 1858 - † 1911)
- Angelo Maria Crepet, pittore e docente italiano (Mestre, n. 1885 - Firenze, † 1974)
- Angelo Crescimbeni, pittore italiano (Bologna, n. 1734 - Bologna, † 1781)
- Angelo Maria Crivelli, pittore italiano (n. 1660 - † 1730)

## D(7)
- Angelo Antonio D'Alessandro, pittore italiano (Laterza, n. 1642 - Laterza, † 1717)
- Angelo Da Campo, pittore italiano (Verona, n. 1735 - † 1826)
- Angelo Dall'Oca Bianca, pittore italiano (Verona, n. 1858 - Verona, † 1942)
- Angelo Davoli, pittore e artista italiano (Reggio Emilia, n. 1960 - Reggio Emilia, † 2014)
- Angelo Del Bon, pittore italiano (Milano, n. 1898 - Desio, † 1952)
- Angelo Della Mura, pittore italiano (Maiori, n. 1867 - Maiori, † 1922)
- Angelo Destri, pittore italiano (Arcola, n. 1922 - Lerici, † 1985)

## F(2)
- Angelo Fois, pittore italiano (Bosa, n. 1910 - Roma, † 1988)
- Angelo Froglia, pittore e scultore italiano (Livorno, n. 1955 - Roma, † 1997)

## G(3)
- Angelo Carlo Galbiati, pittore italiano (Monza, n. 1894 - Gardone, † 1956)
- Angelo Gottarelli, pittore italiano (Castel Bolognese, n. 1740 - Imola, † 1813)
- Angelo Guerra d'Anagni, pittore italiano (Anagni, n. 1537 - Napoli, † 1613)

## I(2)
- Angelo Inganni, pittore italiano (Brescia, n. 1807 - Gussago, † 1880)
- Angelo Ippolito, pittore statunitense (Sant'Arsenio, n. 1922 - New York, † 2001)

## J(1)
- Angelo Jank, pittore, disegnatore e illustratore tedesco (Monaco di Baviera, n. 1868 - Monaco di Baviera, † 1940)

## L(4)
- Angelo Maria Landi, pittore, incisore e scenografo italiano (Massa, n. 1907 - Pistoia, † 1996)
- Angelo Landi, pittore italiano (Salò, n. 1879 - Salò, † 1944)
- Angelo Liberati, pittore italiano (Frascati, n. 1946)
- Angelo Longanesi-Cattani, pittore e decoratore italiano (Migliaro, n. 1860 - Ferrara, † 1945)

## M(7)
- Angelo Maccagnino, pittore italiano (Siena - Ferrara, † 1456)
- Angelo Massarotti, pittore italiano (Cremona, n. 1653 - † 1723)
- Angelo Maria Mazzia, pittore italiano (Roggiano Gravina, n. 1823 - Napoli, † 1891)
- Angelo Moja, pittore italiano (Milano, n. 1828 - Dolo, † 1885)
- Angelo Monticelli, pittore italiano (Milano, n. 1778 - Milano, † 1837)
- Angelo Morbelli, pittore italiano (Alessandria, n. 1853 - Milano, † 1919)
- Angelo Mozzillo, pittore italiano (Afragola, n. 1736)

## N(1)
- Angelo Nardi, pittore italiano (Vaglia, n. 1584 - Madrid, † 1664)

## P(6)
- Angelo Pascal, pittore italiano (Torino, n. 1858 - Torino, † 1888)
- Angelo Sirio Pellegrini, pittore italiano (Livorno, n. 1908 - Livorno, † 1997)
- Angelo Pietrasanta, pittore italiano (Codogno, n. 1834 - Milano, † 1876)
- Angelo Prada, pittore italiano (Casalpusterlengo, n. 1859 - Casalpusterlengo, † 1934)
- Angelo Prini, pittore e incisore italiano (La Spezia, n. 1912 - † 1999)
- Angelo Puccinelli, pittore italiano (Lucca)

## R(5)
- Angelo Recchia, pittore italiano (Verona, n. 1816 - Verona, † 1882)
- Angelo Ribossi, pittore italiano (n. 1822 - † 1886)
- Angelo Rognoni, pittore italiano (Pavia, n. 1896 - Pavia, † 1957)
- Angelo Rossi, pittore italiano (Roma, n. 1881 - Roma, † 1967)
- Angelo Rossini, pittore e incisore italiano (Roma, n. 1871 - Roma, † 1939)

## S(3)
- Angelo Santagostino, pittore e imprenditore italiano (Milano, n. 1878 - Milano, † 1947)
- Angelo Savelli, pittore italiano (Pizzo, n. 1911 - Dello, † 1995)
- Angelo Solimena, pittore italiano (Canale di Serino, n. 1629 - Nocera dei Pagani, † 1716)

## T(4)
- Angelo Tassi, pittore italiano (Bologna, n. 1937 - Bologna, † 2024)
- Angelo Torchi, pittore italiano (Massa Lombarda, n. 1856 - Massa Lombarda, † 1915)
- Angelo Trevisani, pittore italiano (Venezia)
- Angelo Trezzini, pittore, poeta e illustratore svizzero (Milano, n. 1827 - Milano, † 1904)

## V(3)
- Angelo Vernazza, pittore italiano (San Pier d'Arena, n. 1869 - Genova, † 1937)
- Angelo Visconti, pittore italiano (Siena, n. 1829 - Roma, † 1861)
- Angelo Volpe, pittore italiano (Grottaminarda, n. 1838 - Napoli, † 1894)

## Z(2)
- Angelo Zamboni, pittore italiano (Verona, n. 1895 - Verona, † 1939)
- Angelo Zarcone, pittore italiano